# Erioptera (Teleneura) subfusca
Erioptera (Teleneura) subfusca is een tweevleugelige uit de familie steltmuggen (Limoniidae). De soort komt voor in het Oriëntaals gebied.